# Neigette (canton)
Pour les articles homonymes, voir Neigette.
Neigette est un canton de la municipalité régionale du comté de Rimouski-Neigette au Québec.

## Toponymie
Le canton de Neigette est proclamé le 4 juillet 1868 et est rendu officiel par la Commission de toponymie du Québec le 5 décembre 1968. Neigette est largement attesté dans différents rapports d’arpenteurs, dont ceux de Duncan Stephen Ballantyne en 1852, L. S. E. Grondin en 1864[réf. souhaitée] et L. J. Garon en 1883[réf. souhaitée] pour désigner les cours d’eau et le canton de ce nom. En effet, l’appellation est reprise de la rivière Neigette, diminutif de neige qui renvoie à une faible chute de neige et fait ainsi partie de l’abondant vocabulaire de la neige utilisé dans la région[réf. nécessaire]. Toutefois, il est rarement signalé dans les dictionnaires et les lexiques[réf. nécessaire]. 